# Vega (otočje)
Vega (norveški: Vegaøyan) je otočje koje čini oko 6500 malenih otoka u Nordlandu, tik ispod sjevernog polarnog kruga, čije područje površine 1.037 km² pripada općini Vegi, nazvanoj po najvećem otoku ovog otočja. Otok Vega dimenzija je 15 x 15 km s naseljima Gladstadom (općinsko središte), Ylvingenom i Omnøyom, kojima dominira 800 m visoka planina Trolltind na jugu, dok je na sjeveru krajolik tresetišta. Otočje je dobilo ime prema staronordijskoj riječi veig što znači "tečni"; vjerojatno zbog mnogih jezera i močvara.
Od većih otoka ističu se Lanan i Skogsholmen, te Hysvær i Sola koji čine rezervat prirode, te utočišta morskih ptica na otocima Lanan, Flovær, Skjærvær i Muddværet.
Pronađeni su dokazi kako su ovi otoci bili naseljeni još u kamenom dobu, prije 10.000 godina, što ih čini najstarijim naseljima u sjevernoj Norveškoj. Prapovijesna naselja su svjedočanstvo ljudske sposobnosti preživljavanja u najoštrijim okolišima kao što je nordijski. Ovi ribari i farmeri su posljednjih 1500 godina uspjeli preživjeti u hladnoj klimi zahvaljujući, danas jedinstvenoj, praksi iskorištavanja paperja sjevernih patki. Zbog toga je ovo otočje upisano na popis mjesta svjetske baštine u Europi 2004. godine.
- Položaj otočja Vege u Nordlandu.
- Otok Søla.
- Sjeverne patke na plaži otoka Vege.
- Jezero kod Vikerheia, Vega.
- Naselje Vega Oyen na otoku Hysværu.

## Vanjske poveznice
- Službena stranica  Arhivirana inačica izvorne stranice od 28. studenoga 2007. (Wayback Machine) (engl.)